# GATA2
GATA2 (англ. GATA binding protein 2) – білок, який кодується однойменним геном, розташованим у людей на короткому плечі 3-ї хромосоми.  Довжина поліпептидного ланцюга білка становить 480 амінокислот, а молекулярна маса — 50 500.
| 10         |  | 20         |  | 30         |  | 40         |  | 50         |
| ---------- |  | ---------- |  | ---------- |  | ---------- |  | ---------- |
| MEVAPEQPRW |  | MAHPAVLNAQ |  | HPDSHHPGLA |  | HNYMEPAQLL |  | PPDEVDVFFN |
| HLDSQGNPYY |  | ANPAHARARV |  | SYSPAHARLT |  | GGQMCRPHLL |  | HSPGLPWLDG |
| GKAALSAAAA |  | HHHNPWTVSP |  | FSKTPLHPSA |  | AGGPGGPLSV |  | YPGAGGGSGG |
| GSGSSVASLT |  | PTAAHSGSHL |  | FGFPPTPPKE |  | VSPDPSTTGA |  | ASPASSSAGG |
| SAARGEDKDG |  | VKYQVSLTES |  | MKMESGSPLR |  | PGLATMGTQP |  | ATHHPIPTYP |
| SYVPAAAHDY |  | SSGLFHPGGF |  | LGGPASSFTP |  | KQRSKARSCS |  | EGRECVNCGA |
| TATPLWRRDG |  | TGHYLCNACG |  | LYHKMNGQNR |  | PLIKPKRRLS |  | AARRAGTCCA |
| NCQTTTTTLW |  | RRNANGDPVC |  | NACGLYYKLH |  | NVNRPLTMKK |  | EGIQTRNRKM |
| SNKSKKSKKG |  | AECFEELSKC |  | MQEKSSPFSA |  | AALAGHMAPV |  | GHLPPFSHSG |
| HILPTPTPIH |  | PSSSLSFGHP |  | HPSSMVTAMG |  |            |  |            |

A: Аланін

C: Цистеїн

D: Аспарагінова кислота

E: Глутамінова кислота

F: Фенілаланін

G: Гліцин

H: Гістидин

I: Ізолейцин

K: Лізин

L: Лейцин

M: Метіонін

N: Аспарагін

P: Пролін

Q: Глутамін

R: Аргінін

S: Серин

T: Треонін

V: Валін

W: Триптофан

Кодований геном білок за функціями належить до активаторів, фосфопротеїнів. 
Задіяний у таких біологічних процесах як транскрипція, регуляція транскрипції, поліморфізм, альтернативний сплайсинг. 
Білок має сайт для зв'язування з іонами металів, іоном цинку, ДНК. 
Локалізований у ядрі.